# Thlypopsis fulviceps
La tangará cabecifulva (Thlypopsis fulviceps), también denominada frutero de cabeza leonada, frutero cabecileonado (en Venezuela) o zarcerito encapuchado (en Colombia), es una especie de ave paseriforme de la familia Thraupidae, perteneciente al género Thlypopsis. Es nativa del norte de América del Sur.

## Distribución y hábitat
Se distribuye de forma disjunta, en las montañas costeras del norte de Venezuela, en la Serranía del Perijá en la frontera entre Colombia y Venezuela, y en regiones andinas del noreste de Colombia (hacia el sur hasta Norte de Santander) y noroeste de Venezuela.
Esta especie es considerada bastante común en sus hábitats naturales: bosques caducifolios, clareras arbustivas, bordes de selvas montanas, y hasta jardines, entre 800 y 2000 m de altitud.

## Sistemática

### Descripción original
La especie T. fulviceps fue descrita por primera vez por el ornitólogo alemán Jean Cabanis en el año 1851 bajo el mismo nombre científico; su localidad tipo es: «Caracas, Venezuela».

### Etimología
El nombre genérico femenino «Thlypopsis» se compone de las palabras griegas «thlupis»: pequeño pájaro desconocido, tal vez un pinzón o curruca, y «opsis»: con apariencia, que se parece; y el nombre de la especie «fulviceps», se compone de las palabras latinas «fulvus»: de color crema, y «ceps»: de cabeza.

### Subespecies
Según las clasificaciones del Congreso Ornitológico Internacional (IOC) y Clements Checklist/eBird v.2019 se reconocen cuatro subespecies, con su correspondiente distribución geográfica:
- Thlypopsis fulviceps obscuriceps Phelps, Sr & Phelps, Jr, 1953 – serranía del Perijá, en la zona limítrofe entre Colombia y Venezuela.
- Thlypopsis fulviceps fulviceps Cabanis, 1851 – pendiente oriental de los Andes del noreste de Colombia y en las montañas del norte de Venezuela.
- Thlypopsis fulviceps meridensis Phelps, Sr & Phelps, Jr, 1962 – Andes del oeste de Venezuela (cordillera de Mérida).
- Thlypopsis fulviceps intensa Todd, 1917 – Andes orientales del noreste de Colombia (al sur hasta Magdalena).